# Apostrofa
Apostrofa (gr. ἀποστροφή apostrophḗ – "zwrot") – składniowa figura retoryczna, charakteryzująca się bezpośrednim zwrotem do osoby, bóstwa, idei, wydarzenia, pojęcia lub przedmiotu (dochodzi wówczas do personifikacji adresata wypowiedzi). Dominuje styl podniosły, czasami patetyczny. Apostrofa zazwyczaj jest skierowana do osób, przedmiotów, zjawisk itd., które nie pełnią roli tematu utworu. Dzięki temu można ją wyraźnie wyodrębnić z tekstu.
Pierwsze znane apostrofy wywodzą się z twórczości Homera, później pojawiały się w wierszowanej epice. W okresie średniowiecza apostrofy stosowano praktycznie we wszystkich utworach, niezależnie od gatunku. W XIX wieku zaistniała także w liryce. W Odzie do młodości Mickiewicza bezpośredni zwrot do młodości wystąpił aż czterokrotnie. W Beniowskim Słowackiego apostrofa sygnalizowała rozpoczęcie dygresji.
W mowie potocznej apostrofa to każda część zdania rozpoczynająca się wołaczem lub mianownikiem w funkcji wołacza. Bywa wykorzystywana w mowach okolicznościowych, przemówieniach itd. 